# Паскаль Грегор
Паскаль Грегор (дан. Pascal Gregor, нар. 18 лютого 1994) — данський футболіст, захисник клубу «Люнгбю».
Виступав, зокрема, за олімпійську збірну Данії.

## Клубна кар'єра
У дорослому футболі дебютував 2013 року виступами за команду клубу «Норшелланн», кольори якого захищав до січня 2018 року, на правах вільного залишив клуб в тому ж році.
Два сезони відіграв за «Гельсінгер». За цей період провів шість матчів у складі норвезького клубу «Геугесунн» на умовах оренди.
З 2019 року захищає кольори команди «Люнгбю».

## Виступи за збірні
Протягом 2015 року залучався до складу молодіжної збірної Данії. На молодіжному рівні зіграв у 5 офіційних матчах.
2016 року  захищав кольори олімпійської збірної Данії. У складі цієї команди провів 4 матчі. У складі збірної — учасник футбольного турніру на Олімпійських іграх 2016 року у Ріо-де-Жанейро.